# Anaxagorea macrantha
Anaxagorea macrantha är en kirimojaväxtart som beskrevs av Robert Elias Fries. Anaxagorea macrantha ingår i släktet Anaxagorea och familjen kirimojaväxter. Inga underarter finns listade i Catalogue of Life.